# 奥卢狄乌斯
奥卢狄乌斯（英語：Olloudius）。凯尔特神祇之一。曾广受在不列颠和高卢地区的人所崇拜供奉，亦于艺术作品中得到广泛反映，与其相关文物于西欧高卢南部等地区多次发现。做工复杂，具有强烈地表现力。